# La Chaux-du-Milieu
La Chaux-du-Milieu är en ort och kommun i kantonen Neuchâtel, Schweiz. Kommunen har 496 invånare (2023).